# Glitter/fated
glitter/fated – czterdziesty pierwszy singel japońskiej piosenkarki Ayumi Hamasaki, wydany 18 lipca 2007. Utwór fated (original mix) został wykorzystany jako piosenka przewodnia filmu Kaidan. Utwór Secret (original mix) jest ponownym nagraniem utworu tytułowego z albumu Secret, został on użyty jako piosenka przewodnia filmu Confession of Pain. W pierwszym tygodniu sprzedano 110 165 kopii, natomiast 166 203 kopii całościowo w Japonii, a 244 000 kopii przez wytwórnię Avex.

## Lista utworów
| CD  |                                                                                       |                                     |           |         |
| Nr  | Tytuł                                                                                 | Muzyka                              | Aranżacja | Czas    |
| 1.  | "glitter (original mix)"                                                              | Kazuhiro Hara                       | HΛL       | 4:54    |
| 2.  | "fated (original mix)"                                                                | Akihisa Matsuura, Shintarō Hagiwara | CMJK      | 5:35    |
| 3.  | "Secret (original mix)"                                                               | Tetsuya Yukumi                      | Hikari    | 5:01    |
| 4.  | "glitter (original mix -Instrumental-)"                                               | Kazuhiro Hara                       | HΛL       | 4:54    |
| 5.  | "fated (original mix -Instrumental-)"                                                 | Akihisa Matsuura, Shintarō Hagiwara | CMJK      | 5:34    |
| DVD |                                                                                       |                                     |           |         |
| Nr  | Tytuł                                                                                 | Muzyka                              | Reżyser   | Czas    |
| 1.  | "Kyo Ai ~Distance Love~" (jap. "距愛 〜Distance Love〜") (glitter / fated) short film |                                     |           | 18 min. |

## Wystąpienia na żywo
- 13 lipca 2007 – Music Station – "glitter"
- 13 lipca 2007 – Music Fighter – "fated"
- 14 lipca 2007 – CDTV – "glitter"
- 16 lipca 2007 – Hey!Hey!Hey! – "glitter"
- 20 lipca 2007 – Music Japan – "glitter"
- 20 lipca 2007 – Music Station – "fated"